# NGC 265
NGC 265 este un roi deschis situat în Micul Nor al lui Magellan, în constelația Tucanul. A fost descoperit probabil în 11 aprilie 1834 de către William Herschel.

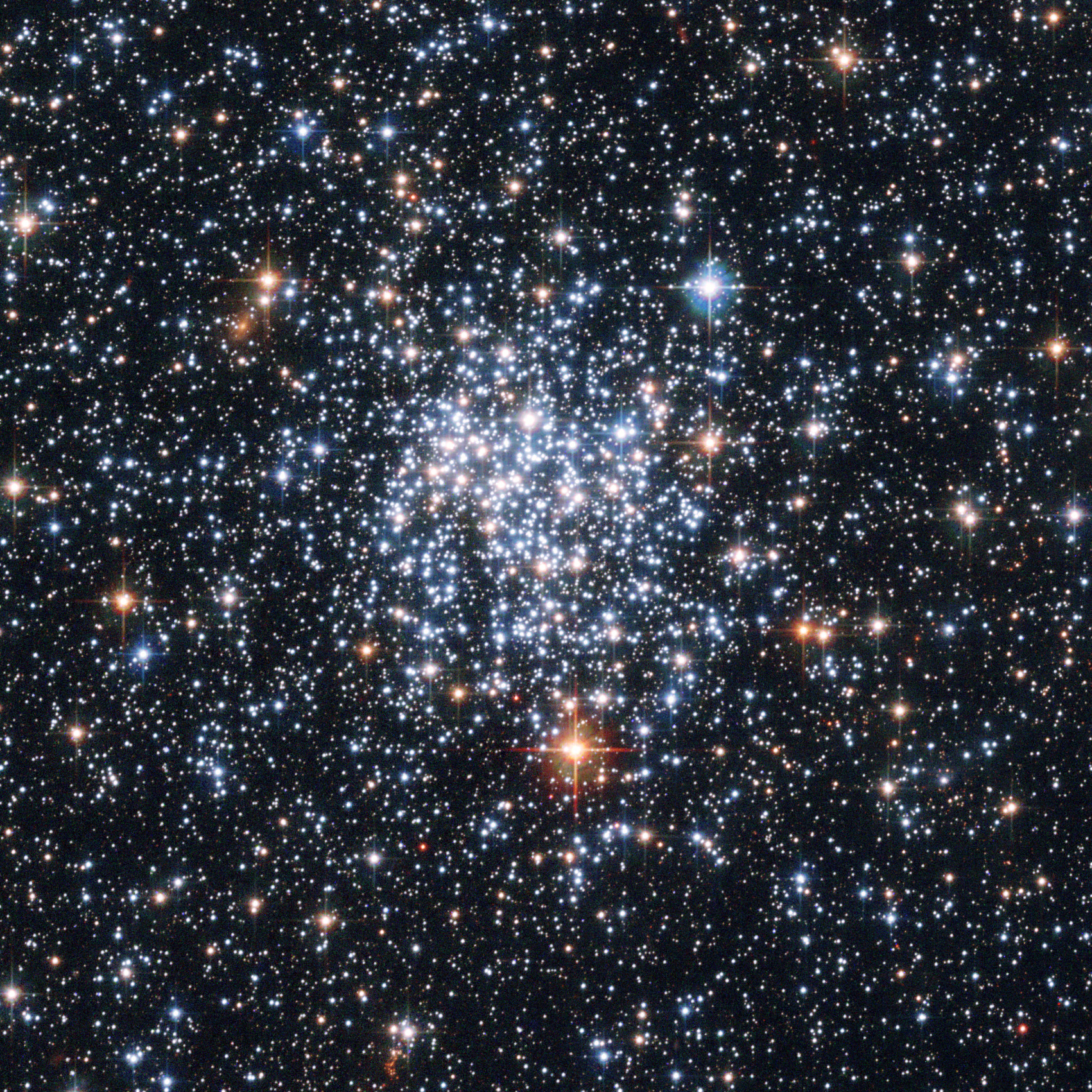
NGC 265 (Telescopul spațial Hubble)